# ポデスタEメール
2016年3月、元アメリカ合衆国大統領首席補佐官であり、2016年アメリカ合衆国大統領選挙でヒラリー・クリントンの選挙対策本部長を務めたジョン・ポデスタの私的なGmailアカウントが、フィッシング攻撃を受け、ハッキングされた。サイバーセキュリティ専門家とアメリカ合衆国連邦政府は、この攻撃がロシア連邦軍参謀本部情報総局の下部組織によって行われたものだという見方を示した。
その後、ポデスタEメールの一部または全てがウィキリークスによって取得された。ウィキリークスは、2016年10月から11月にかけて、ポデスタが送受信したとされる2万ページを超える電子メールを公開した。ポデスタとクリントン陣営は、電子メールが本物であるか確認することを拒否した。ポリティファクトがインタビューしたサイバーセキュリティの専門家によると、電子メールの大部分はおそらく変更されていないが、ハッカーによって少なくとも一部が不正に加工されたり、偽造された可能性はあるという。この記事は、クリントン陣営が、公開された電子メールが偽物であった証拠を出していないことを示している。アメリカの諜報機関によるその後の調査でも、選挙中にウィキリークスが入手したファイルには「明白な偽造」は含まれていないことが報告された。
ウィキリークスによって公開されたポデスタの電子メールには、クリントン陣営の内情が記されており、CNNコメンテーターのドナ・ブラジルが聴衆からの質問事項を、タウンホールミーティング前にクリントン陣営と共有していたことを示唆する箇所と、ウォール街の企業に関するヒラリー・クリントンの演説原稿が含まれていた。メールの多くには「ホットドッグ」や「ピザ」への言及が含まれていたため、ポデスタや他の民主党員がワシントンD.C.のピザ屋を拠点とする、児童買春組織に関与していると主張する陰謀論であるピザゲートの基礎が形成された。